# Daniel Gryko
Daniel Tomasz Gryko (ur. 24 grudnia 1970 w Białymstoku) – polski chemik, zajmujący się chemią organiczną, profesor nauk chemicznych, nauczyciel akademicki.
Zajmuje się zagadnieniami syntezy organicznej, w szczególności tematyką organicznych barwników funkcjonalnych. Tytuł zawodowy magistra uzyskał w 1994 na Wydziale Chemii Uniwersytetu Warszawskiego. Stopień naukowy doktora nauk chemicznych uzyskał w 1997 w Instytucie Chemii Organicznej Polskiej Akademii Nauk (promotor – Janusz Jurczak). Następnie odbył staż podoktorski (1998–2000) w North Carolina State University (USA) pod kierunkiem Jonathana Lindseya. Stopień naukowy doktora habilitowanego uzyskał w IChO PAN w 2003, natomiast tytuł profesora uzyskał w 2008. W 2020 został członkiem korespondentem PAN. Członek Komitetu Chemii PAN.
Zawodowo związany z Instytutem Chemii Organicznej PAN oraz Zakładem Chemii Organicznej Wydziału Chemicznego Politechniki Warszawskiej.
Twórca bardzo wydajnej metody syntezy koroli. W 2015 był autorem ponad 170 publikacji naukowych. Wypromował przeszło 10 doktorów nauk chemicznych.
W 2014 został odznaczony Srebrnym Krzyżem Zasługi.